# 倪氏副獅子魚
倪氏副獅子鱼，为輻鰭魚綱鮋形目杜父魚亞目狮子鱼科的其中一種。分布於南冰洋赫德島海域，屬深海底棲性魚類，棲息在水深1070-2000公尺的海域，體長可達27公分，生活習性不明。